# Зорка Велимировић
Зорка М. Велимировић (Читлук код Сокобање, 16. март 1878 – Београд, 10. октобар 1941) била је српски преводилац. Једна је од најзначајнијих и најплоднијих преводилаца у српској књижевности прве половине 20. века. У савременој литератури и медијским чланцима често се наводи као прва жена преводилац у Србији, премда је преводитељки у Кнежевини и Краљевини Србији свакако било и пре ње.

## Биографија

### Породица
Рођена је 1878. године у угледној породици Велимировића, пореклом из Васојевића са севера данашње Црне Горе. Отац Милош био је православни протојереј, аутор више етнографских списа и један од оснивача Српске књижевне задруге, док је мајка Јелена (рођена Моротвански) била домаћица. Њихово једанаесторо деце одрастало је окружено књигама, читајући неколико часописа и новина, између осталих и часопис Нива из Санкт Петербурга. Млада Зорка се кроз његов књижевни додатак упознала са савременом руском књижевношћу и самоуко направила прве кораке у учењу руског језика. Зоркин брат Милутин Велимировић био је познати српски лекар и писац, сестра Љубица Велимировић Попадић романописац, док се најмлађа сестра Вукосава Велимировић афирмисала као прва српска вајарка која је између два светска рата стекла углед не само у Југославији, већ и у европским оквирима.

### Стваралаштво
Основну школу уписала је у Сокобањи а наставила у Пироту, где је завршила и гимназију. У Женској приватној гимназији у Пироту ангажована је 1908. године као васпитачица задужена за бригу о ученицама током трајања наставе и њихово морално васпитање. Била је и чланица подружине Женског друштва у Пироту. Зоркин отац, протојереј Милош, добио је 1911. године премештај у Београд, а са њим је кренула и читава породица Велимировић након четврт века боравка у Пироту.
Зорка Велимировић превела је више од двадесет књижевних и научних књига са руског на српски језик у периоду од 1913. до 1939. и редовно објављивала своје преводе прича и кратке прозе руских аутора у домаћим часописима и новинама. Прве преводе Чеховљевих прича објавила је у новинама 1909, а прву преведену књигу, Руђин, Ивана Тургењева, 1913. године.  Руђин је и у последњем српском издању из 2020. године штампан према Зоркином преводу.
Зорка Велимировић превела је и Чеховљеву драму Ујка Вања која је по њеном преводу премијерно изведена у београдском Народном позоришту маја 1913.
Нека од најзначајнијих издања из њеног преводилачког опуса су:
- Студије оптимизма И. И. Мечникова (1914);

- Племићко гнездо И. Тургењева (1915);

- Приповетке Л. Н. Толстоја (1920);

- Приповетке А. Будишчева (1921);

- Јадници Ф. М. Достојевског (1921);

- Очеви и деца И. Тургењева (1921);

- Позно цвеће А. П. Чехова (1921);

- Дама-пик А. С. Пушкина (1921);

- Бездан. Смех Л. Н. Андрејева (1922);

- Идиот, књ. 1-2, Ф. М. Достојевског (1922);

- Хиљаду душа А. Ф. Писемског (1922);

- Клара Милић И. Тургењева (1924);

- Приче М. Е. Салтиков-Шчедрина (1926);

- Уочи нових дана И. Тургењева (1927);

- Богати младожења А. Ф. Писемског (1929);

- Капетанова кћи А. С. Пушкина (1931);

- У Толстојевим Изабраним делима (1934): 
  - књ. 5: Хаџи Мурат. Кавкаски заробљеник (превела Хаџи Мурата, а Кавкаског заробљеника Станка Глишић);
  - књ. 8: Декабристи и друге приповетке (приче „Платномер”, „Отац Сергије”);
  - књ. 18-21 - Ана Карењина;
  - књ. 26: Лажни купон и друге приповетке (прича „Шта сам сањао”);
  - књ. 29: Васкрсење, III књига;
- У Чеховљевим Сабраним делима (1939): 
  - књ. 13: Медвед и друге драме (Шумски дух, Иванов, Галеб);
  - књ. 14: Ујка Вања и друге драме (превела Ујка Вању и Три сестре).

Богат преводилачки опус Зорке Велимировић наишао је двадесетих година прошлог века на широку рецензију и признање због течне прозе и богатог језика. Њен допринос прихватању Тургењева, А. П. Чехова и Л. Н. Толстоја на овим просторима је посебно значајан, а сама је гајила доживотну склоност према њиховој поетици и погледу на свет. Неколико њених превода је и данас у употреби, сматрају се текстовима који нису превазиђени нити застарели, већ насупрот томе и даље веома актуелни и редовно се штампају у новим издањима. Свакако најважнији је превод романа Ана Карењина Л. Толстоја. Роман је превела 1934. за Изабрана дела Толстоја, а после Другог светског рата објављен је у редакцији Исидоре Секулић. Тај превод још увек, готово читав век касније, уводи хиљаде читалаца у Толстојев књижевни свет, али није добио ни близу довољно критичке и научне пажње.
Зорка Велимировић била је члан Главног одбора Друштва „Кнегиња Зорка” и добротворка Друштва за просвећивање жене и заштиту њених права „Женски покрет”. Такође, учествовала је у раду Друштва за заштиту девојака и Клуба независних књижевника.
Одлуком Градске управе Пирот из 2019. године, једна мања приградска улица у Пироту названа је по Зорки Велимировић.